# Estavayer-le-Lac
Estavayer-le-Lac is een plaats en voormalige gemeente in het district Broye van het kanton Fribourg in Zwitserland. Sinds 1 januari 2017 is het de hoofdplaats van de op die dag gevormde fusiegemeente Estavayer.
Het schilderachtige stadje heeft een middeleeuws centrum met talloze pittoreske straatjes en steegjes (sommige met arcaden) alsmede enkele stadspoorten. Een deel van de stadsmuur met torens is bewaard gebleven. Voorts het kasteel Chenaux uit de 13e eeuw met robuuste torens en een houten loopbrug. Van dit slot zijn voornamelijk de (gerestaureerde) buitenmuren en torens overeind gebleven. Op de binnenplaats is een politiepost gevestigd.
Estavayer-le-Lac heeft een jachthaven.

## Geografie
De gemeente ligt aan de zuidoever van het meer van Neuchâtel als exclave van kanton Fribourg in kanton Vaud. De oppervlakte van de voormalige gemeente bedraagt 6,41 km².

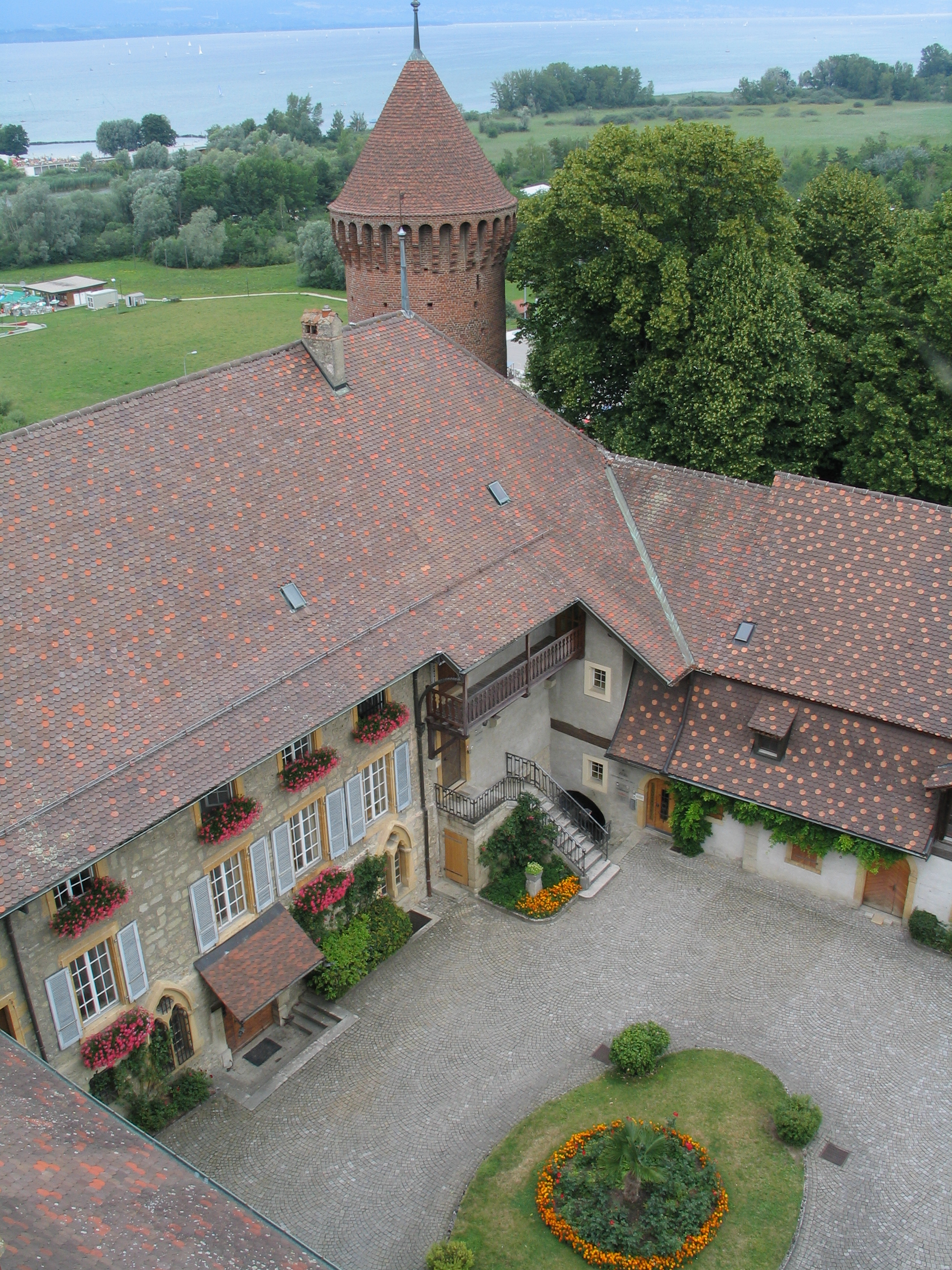
Het kasteel, uitzicht vanuit de slottoren.

- Hoogste punt: 489 m
- Laagste punt: 429 m

## Bevolking
De gemeente heeft circa 6300 inwoners (2016). De meerderheid in Estavayer-le-Lac is Franstalig (81%, 2000) en Rooms-Katholiek (64%).

## Economie
1% van de werkzame bevolking werkt in de primaire sector (landbouw en veeteelt), 42% in de secundaire sector (industrie), 57% in de tertiaire sector (dienstverlening).

## Geschiedenis
De omgeving rondom Estavayer was al vanaf 4000 voor Christus bewoond hetgeen door archeologische vondsten wordt bewezen. Er wordt vermoed, dat Estavayer door de bisschop van Lausanne in de 12e eeuw werd gesticht. De eerste vermelding is van 1156 onder de naam Stavaiel.
De oudste geschiedenis van Estavayer is verbonden met de adelsfamilie d'Estavayer. Vanaf de 13e tot de 15e eeuw was het stadje bezit van de hertog van Savoien. Op 27 oktober 1475 werd het tijdens de Bourgondische oorlogen veroverd door de Eedgenoten. Het stadje werd deel van kanton Fribourg. Per 1877 werd het aangesloten aan de spoorwegen aan de lijn tussen Payerne en Yverdon-les-Bains.

## Geboren
- Vincent Gottofrey (1862-1919), jurist, hoogleraar, rechter en politicus